# Hrísztosz Míhasz
Hrísztosz Míhasz (görögül: Χρήστος Μίχας) (1933 – 2010. augusztus 25.) görög nemzetközi labdarúgó-játékvezető.

## Pályafutása

### Nemzetközi játékvezetés
A Görög labdarúgó-szövetség Játékvezető Bizottsága (JB) 1969-ben terjesztette fel nemzetközi játékvezetőnek, a Nemzetközi Labdarúgó-szövetség (FIFA) bíróinak keretébe. Több nemzetek közötti válogatott- és klubmérkőzést vezetett. A görög nemzetközi játékvezetők rangsorában, a világbajnokság-Európa-bajnokság sorrendjében többedmagával a 14. helyet foglalja el 1 találkozó szolgálatával. Az aktív nemzetközi játékvezetéstől 1972-ben búcsúzott.

#### Európa-bajnokság
Belgiumban volt az IV., az 1972-es labdarúgó-Európa-bajnokság döntő küzdelmeinek helyszíne. Az előselejtezőket követő negyeddöntők egyik összecsapásának újrajátszását irányította. A korabeli versenykiírás szerint, ha az oda-visszavágó nem hozott döntést, akkor újrajátszást alkalmaztak.
| Időpont         | Helyszín                  | Mérkőzés típusa          | Mérkőzés             | Eredmény | Nézők száma |
| --------------- | ------------------------- | ------------------------ | -------------------- | -------- | ----------- |
| 1972. május 17. | Partizan Stadion, Belgrád | negyeddöntő újrajátszása | Magyarország–Románia | 2 : 1    | 50 000      |